# Coenobius maculipennis
Coenobius maculipennis es un coleóptero de la familia Chrysomelidae.
Fue descrita científicamente en 1997 por Lopatin.